# Святой Кейдио
Кейдио ап Инир (валл. Ceıdıo ap Ynyr; 570 год?) — святой и сын Инира II ап Карадока, правителя кантрева Гвент-Ис-Коед.
Он упоминается в Bonedd y Saint. Три рукописи объединяют эту запись со следующей, делая его матерью Мадрун верх Вортимер, и это, похоже, ошибка. Существует легенда, связывающая Мадрун с ее предполагаемым сыном, Кейдио. "Мы находим Кейдио в Родвит-Кейдио на острове Англси… У Лланедерна, что на полуострове Ллин… находится древнее основание Кейдио [или Лланкейдио], ниже Карн-Фадрина. В ныне вымершем поселке, называемом Сейдио, в Лландирноге, его память, кажется, также была увековечена…. В Гуртейрнионе… немного восточнее Реадра — это курган под названием Кефн-Кейдио, на земле под названием Пант-ир-Эглуис. Здесь, как сообщает традиция, находилась церковь, и предполагалось, что она принадлежала Кейдио. Райс Рис приписал церкви в Англси и Ллине Кейдио ап Кау, в то время как LBS II.99 относит только церковь в Англси к Кейдио ап Кау. Праздник Кейдио в Англси указан как 18 ноября, а в Ллине как 3 или 6 ноября. В Книге Талиесина сообщается, что одним из «Трех парнокопытных лошадей» был Цетин, «Роан», конь Кейдио, но согласно другой триаде Цетин был конем его брата Итона. Сочетание имен двух сыновей Инира — Кейдио и Итона, привело к искаженным формам Кнеитиан и Кинейтиан в некоторых рукописях Бонет и Сэйнта. Кинеитиан встречается также в Parochialia Эдварда Ллуйда. Позднее это было изменено на более привычную форму, Кинхеитон ап Инир, которая встречается у Йоло.